# Relaciones entre Alemania y España
Las relaciones hispano-alemanas comprenden una amplia e intensa relación entre el Reino de España y la República Federal de Alemania. Debido a sus colaboraciones en materia política, económica y cultural, ambos países mantienen estrechos lazos de amistad. Estados miembros de la Unión Europea (UE), ambos forman parte del espacio Schengen y de la eurozona. Son también miembros del BERD, la BIPM, la CEI, la CEPAL, la CEPE, la COPANT, la Fundación EU-LAC, el G6, el G12, el G20, la OCDE, la ONU y la OTAN.

## Historia

### Relaciones entre el Imperio alemán y el Reino de España
Aunque las relaciones entre ambos países se pueden datar desde los orígenes del Sacro Imperio Romano Germánico, especialmente con el reinado de Carlos I de España, no es sino hasta 1871, con la unificación alemana a cargo de Bismarck y la consiguiente implantación del Imperio alemán, que se ven oficialmente establecidas.

### Guerra civil española

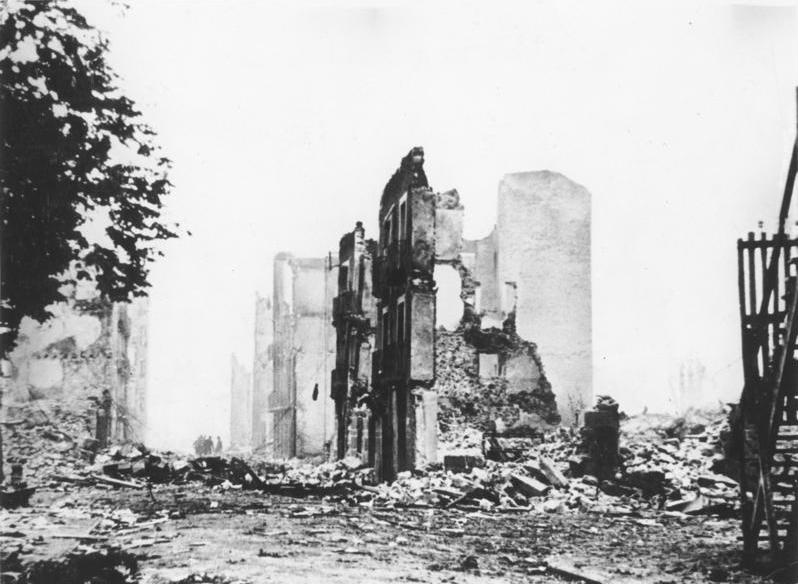
Ruinas provocadas por el bombardeo de Guernica (Operación «Rügen»).

Solo una semana después del golpe de Estado que dio comienzo a la guerra civil española, Adolf Hitler decidió responder positivamente a la solicitud de apoyo emitida por los rebeldes; el apoyo de la Alemania nazi al bando sublevado, siempre canalizado a través de Hermann Göring, empezó a materializarse en forma del suministro de importante material militar y no tardó en acabar constituyendo un contingente militar, fundamentalmente aéreo, conocido como la Legión Cóndor con una importancia crucial en el devenir del conflicto. La guerra civil sirvió a la Luftwaffe de entrenamiento.

### Guerra Fría
Durante la Guerra Fría, se mantuvieron relaciones bilaterales con las dos Alemanias: con la República Federal de Alemania desde 1948 y con la República Democrática Alemana desde 1973, estas últimas de mucha menor intensidad que las primeras. A partir del 3 de octubre de 1990, fecha de la reunificación alemana, se mantienen las actuales relaciones entre ambos países.

### SigloXXI
De acuerdo con el embajador alemán, Wolfgang Dold, "Alemania y España mantienen una larga amistad que abarca todos los ámbitos de la vida política, económica y social. Juntos defendemos los valores de la Unión Europea (UE) y como socios europeos nos enfrentamos, hombro con hombro, a los desafíos internacionales. La estrecha colaboración con en España en materia política, económica y cultural tiene una gran importancia para Alemania. En el contexto europeo la cohesión y la unidad son irrenunciables."
Ambos países comparten buenas percepciones mutuas, tanto de sus opiniones públicas como a nivel oficial. Pero ambos socios piden más del otro. Berlín quiere que España sea más proactiva en la presentación de propuestas e incluso que se atreva a liderar algunos temas de la agenda de la UE. Madrid, en cambio, anhela un mayor liderazgo prointegracionista desde Berlín para avanzar en una Unión cada vez más estrecha, sobre todo en la eurozona.
En 2022, los reyes de España, Felipe VI y Letizia Ortiz, realizaron una visita de Estado a Alemania donde fueron recibidos en el Palacio de Bellevue. Asimismo, ambos países lanzaron un mensaje de unidad y compromiso para afrontar los desafíos de la invasión rusa de Ucrania, declarando que España y Alemania están unidos y pueden contar el uno con el otro.

## Contexto histórico
Para entender mejor las relaciones entre Alemania y España se expone a continuación un resumen cronológico de la historia de ambos países desde 1871 (se muestran los periodos históricos más importantes; en el caso de jefes de Estado y/o de Gobierno, en los intervalos de tiempo en los que la historia de cada país ha sido estable).
| España | Alemania |
| --- | --- |
| - 1868-1873: Sexenio Democrático - 1871-1873: Amadeo I - 1873-1874: Primera República - 1874-1931: Dinastía de los Borbones - 1874-1885: Alfonso XII - 1885-1902: María Cristina (reina regente) - 1902-1931: Alfonso XIII - 1931-1939: Segunda República - 1936-1939: Guerra Civil - 1939-1975: Régimen franquista - 1975-1982: Transición Española - 1976-1981: Adolfo Suárez González (UCD) - 1981-1982: Leopoldo Calvo-Sotelo (UCD) - Desde 1982: España contemporánea - 1982-1996: Felipe González Márquez (PSOE) - 1996-2004: José María Aznar López (PP) - 2004-2011: José Luis Rodríguez Zapatero (PSOE) - 2011-2018: Mariano Rajoy (PP) - Desde 2018: Pedro Sánchez (PSOE) | - 1871-1918: Imperio Alemán - 1871-1888: Guillermo I - 1888: Federico III - 1888-1918: Guillermo II - 1919-1933: República de Weimar - 1933-1945: Alemania nazi (“3.er Reich”) - 1945-1949: Alemania ocupada - 1949-1990: RFA - 1949-1963: Konrad Adenauer (CDU) - 1963-1966: Ludwig Erhard (CDU) - 1966-1969: Kurt Georg Kiesinger (CDU) - 1969-1974: Willy Brandt (SPD) - 1974-1982: Helmut Schmidt (SPD) - 1982-1990: Helmut Kohl (CDU) - 1949-1990: RDA - 1949-1960: Wilhelm Pieck - 1960-1973: Walter Ulbricht - 1973-1976: Willi Stoph - 1976-1989: Erich Honecker - 1989: Egon Krenz - 1989-1990: Manfred Gerlach - 1990: Sabine Bergmann-Pohl - Desde 1990: Alemania reunificada - 1990-1998: Helmut Kohl (CDU) - 1998-2005: Gerhard Schröder (SPD) - 2005-2021: Angela Merkel (CDU) - 2021-2025: Olaf Scholz (SPD) - Desde 2025: Friedrich Merz (CDU) |

## Relaciones diplomáticas

### Embajadas y consulados
- Misiones diplomáticas de Alemania en España:
  - Embajada de Alemania en Madrid: Calle de Fortuny, 8. 28010 Madrid
  - Consulado General de Alemania en Barcelona: Passeig de Gracia 111. 08008 Barcelona
  - Consulado General de Alemania en Sevilla: Fernández y González, 2-2°, Edificio Allianz. 41001 Sevilla
  - Consulado de Alemania en Las Palmas de Gran Canaria: Calle Albareda, 3 -2°. 35007 Las Palmas de Gran Canaria
  - Consulado de Alemania en Málaga: Edificio Eurocom, Bloque Sur, c/ Mauricio Moro Pareto, 2 – 5°. 29006 Málaga
  - Consulado de Alemania en Palma de Mallorca: C/ Portopí, 8, 3°-D. 07015 Palma de Mallorca
  - Consulado Honorario de Alemania en Almería: Centro Comercial Neptuno, Avenida Carlos III, N° 401, local 18 bajo. 04720 Aguadulce (Almería).
  - Consulado Honorario de Alemania en Alicante: Avenida Catedrático Soler 3, 03008 Alicante
  - Consulado Honorario de Alemania en Bilbao: C. San Vicente, 8, Edificio Albia, planta 13. 48001 Bilbao
  - Consulado Honorario de Alemania en Gijón: C/ Capua 29, 3° A. 33202 Gijón/Asturias
  - Consulado Honorario de Alemania en Ibiza: Carrer d'Antonio Jaume, 2 - 2°,9a. 07800 Ibiza
  - Consulado Honorario de Alemania en Jerez de la Frontera: Avenida Duque de Abrantes, 44. 11407 Jerez de la Frontera
  - Consulado Honorario de Alemania en Mahón: Carrer D'es Negres 32, 07703 Mahón/Menorca
  - Consulado Honorario de Alemania en San Sebastián: Fuenterrabía n° 15- 3° izda. 20005 San Sebastián
  - Consulado Honorario de Alemania en Santa Cruz de La Palma: Avenida Marítima, n°66. 38700 Santa Cruz de La Palma
  - Consulado Honorario de Alemania en Valencia: Av. Marqués de Sotelo, 3 - 6°, 13 C. 46002 Valencia
  - Consulado Honorario de Alemania en Vigo: Avda. Gran Vía, 170 - 1° E. 36211 Vigo
  - Consulado Honorario de Alemania en Zaragoza: C/5 de Marzo 7, 1°Izq. 50004 Zaragoza

- Misiones diplomáticas de España en Alemania:
  - Embajada de España en Berlín: Lichtensteinallee, 1. 10787, Berlín
  - Consulado General de España en Düsseldorf: Homberger Straße 16. 40474, Düsseldorf
  - Consulado General de España en Fráncfort del Meno: Nibelungenplatz 3. 60318, Frankfurt am Main
  - Consulado General de España en Hamburgo: Mittelweg 37. 20148, Hamburg
  - Consulado General de España en Hanóver: Bödekerstraße 22. 30161, Hannover
  - Consulado General de España en Múnich: Oberföhringer Straße 45. 81925, München
  - Consulado General de España en Stuttgart: Lenzhalde 61. 70192, Stuttgart
  - Consulado Honorario de España en Dresde: An der Frauenkirche 13. 01067, Dresde

### Embajadores
- Embajadores de España en Alemania —RFA entre 1949 y 1990— (desde 1893):

| Período     | Embajador                                   | Lugar de la Embajada                                                                                            |
| ----------- | ------------------------------------------- | --- |
| 1893 - 1900 | Felipe Méndez de Vigo                       | Palacio Tiele-Winkler, Regentenstr. 15 (actualmente Hitzigallee), Berlín                                        |
| 1900 - 1906 | Ángel de Ruata y Sichar                     | – |
| 1906 - 1920 | Luis Polo de Bernabé                        | – |
| 1920 - 1927 | Pablo Soler y Guardiola                     | – |
| 1927 - 1931 | Fernando Espinosa de los Monteros           | – |
| 1931 - 1932 | Américo Castro                              | – |
| 1932 - 1933 | Luis Araquistáin y Quevedo                  | – |
| 1933 - 1934 | Luis de Zulueta y Escolano                  | – |
| 1935 - 1936 | Francisco Agramonte y Cortijo               | – |
| 1937 - 1940 | Antonio Magaz y Pers                        | – |
| 1940 - 1941 | Eugenio Espinosa de los Monteros            | – |
| 1941 - 1942 | José Finat y Escrivá de Romaní              | – |
| 1942 - 1945 | Ginés Vidal y Saura                         | Hasta marzo de 1943 en el Palacio Tiele-Winkler, Berlín Edificio nuevo en la calle Liechtensteinallee 1, Berlín |
| 1945 - 1952 | Interrupción de las relaciones diplomáticas | Interrupción de las relaciones diplomáticas                                                                     |
| 1952 - 1959 | Antonio María Aguirre y Gonzalo             | Bonn |
| 1959 - 1964 | Luis de Urquijo y Lanchedo                  | – |
| 1964 - 1971 | José Sebastián de Erice y O'Shea            | – |
| 1971 - 1974 | Francisco Javier Conde García               | – |
| 1975 - 1981 | Emilio Garrido y Díaz-Cabañete              | – |
| 1982 - 1983 | Juan Durán-Loriga Rodrigáñez                | – |
| 1983 - 1991 | Eduardo Foncilla Casaus                     | – |
| 1991 - 1996 | Fernando Perpiñá-Robert Pereira             | – |
| 1996 - 2002 | José Pedro Sebastián de Erice y Gómez-Acebo | Hasta agosto de 1999 en Bonn Schönberger Ufer 89, Berlín                                                        |
| 2002 - 2004 | José Rodríguez-Spiteri Palazuelo            | Desde octubre de 2003 en la calle Liechtensteinallee 1, Berlín                                                  |
| 2004 - 2008 | Gabriel Busquets Aparicio                   | – |
| 2008 -      | Rafael Dezcallar de Mazarredo               | – |

- Embajadores de Alemania —RFA entre 1949 y 1990— en España (desde 1920):

| Periodo     | Embajador                                           | Lugar de la Embajada |
| ----------- | --------------------------------------------------- | --- |
| 1920 - 1925 | Ernst Langwerth von Simmern                         | Paseo de la Castellana nr. 4, Madrid |
| 1926 - 1936 | Johannes von Welczeck                               | – |
| 1936        | Hans Völkersa                                       | – |
| 1936 - 1937 | Wilhelm Faupel                                      | – |
| 1937 - 1942 | Eberhard von Stohrer                                | Av. del Generalísimo nr. 4, Madrid (mismo sitio, solo cambio de nombre en 1939)                                                                   |
| 1943        | Hans-Adolf von Moltke                               | – |
| 1943 - 1944 | Hans-Heinrich Dieckhoff                             | – |
| 1944 - 1945 | Sigismund von Bibraa                                | Tras la capitulación del Tercer Reich el 8 de mayo de 1945 la embajada alemana fue clausurada. Sin relaciones diplomáticas con España hasta 1952. |
| 1952 - 1956 | Adalbert von Bayern (príncipe Adalberto de Baviera) | Embajada provisional en un piso de la calle Hermosilla                                                                                            |
| 1956 - 1958 | Karl Heinrich Knappstein                            | – |
| 1958 - 1963 | Wolfgang von Welck                                  | – |
| 1963 - 1968 | Helmut Allardt                                      | Desde 1966 en la calle de Fortuny num. 8, Madrid                                                                                                  |
| 1968 - 1974 | Hermann Meyer Lindenberg                            | – |
| 1974 - 1977 | Georg von Lilienfeld                                | – |
| 1977 - 1982 | Lothar Lahn                                         | – |
| 1982 - 1992 | Guido Brunner                                       | – |
| 1992 - 1995 | Hermann Huber                                       | – |
| 1995 - 1999 | Henning Wegener                                     | – |
| 1999 - 2002 | Joachim Bitterlich                                  | – |
| 2003 - 2005 | Georg Boomgaarden                                   | – |
| 2006 -      | Wolf-Ruthart Born                                   | – |

a - Encargado de negocios

## Relaciones económicas

### Intercambios comerciales
Alemania es uno de los socios comerciales más importantes de España. Actualmente, Alemania es el país del que más productos importa España y el segundo mercado más importante para los productos españoles, siendo superado por Francia. El comercio exterior de España con Alemania se ha caracterizado por un importante saldo negativo en la balanza comercial del país ibérico como se ve en la tabla siguiente:
| Año  | Exportaciones españolas | Exportaciones españolas | Importaciones españolas | Importaciones españolas | Balanza comercial | Balanza comercial |
| Año  | Valor (miles €)         | % crec.*                | Valor (miles €)         | % crec.*                | Valor (miles €)   | % crec.*          |
| 2003 | 16.492.008,1            | –                       | 30.222.996,5            | –                       | -13.730.988,4     | –                 |
| 2004 | 17.084.118,6            | 3,59 %                  | 33.365.929,9            | 10,40 %                 | -16.281.811,3     | -18,58 %          |
| 2005 | 17.607.861,5            | 3,07 %                  | 34.357.047,6            | 2,97 %                  | -16.749.186,1     | -2,87 %           |
| 2006 | 18.591.953,9            | 5,59 %                  | 37.280.735,3            | 8,51 %                  | -18.688.781,4     | -11,58 %          |
| 2007 | 19.892.585,4            | 7,00 %                  | 43.645.031,6            | 17,07 %                 | -23.752.446,2     | -27,09 %          |
| 2008 | 19.899.605,9            | 0,04 %                  | 39.953.814,6            | -8,46 %                 | -20.054.208,7     | +15,57 %          |

- (*) - Porcentaje de crecimiento con respecto al año pasado

- Exportaciones españolas de bienes y productos (importaciones alemanas) en 2008:[9]

| Código NC | Partida | Valor (en miles de €) | % del total |
| --------- | --- | --------------------- | ----------- |
| 87        | Vehículos automóviles, tractores, velocípedos y demás vehículos terrestres, sus partes y accesorios                                                                          | 5.194.012,7           | 26,1        |
| 84        | Reactores nucleares, calderas, máquinas, aparatos y artefactos mecánicos; partes de estas máquinas o aparatos                                                                | 1.538.203,1           | 7,73        |
| 85        | Máquinas, aparatos y material eléctrico, y sus partes; aparatos de grabación o reproducción de sonido, aparatos de grabación o reproducción de imagen y sonido en televisión | 1.517.130,1           | 7,62        |
| 08        | Frutas y frutos comestibles | 1.112.221,1           | 5,59        |
| 30        | Productos farmacéuticos | 943.050,0             | 4,74        |
| 72        | Fundición, hierro y acero | 912.263,0             | 4,58        |
| 07        | Hortalizas, plantas, raíces y tubérculos alimenticios | 895.309,8             | 4,50        |
| 39        | Plástico y sus manufacturas | 752.200,5             | 3,78        |
| 73        | Manufacturas de fundición, de hierro o acero | 638.617,9             | 3,21        |
| 40        | Caucho y sus manufacturas | 547.710,9             | 2,75        |
| 22        | Bebidas, líquidos alcohólicos y vinagre | 390.371,3             | 1,96        |
| 88        | Aeronaves, vehículos espaciales, y sus partes | 328.365,2             | 1,65        |
| 29        | Productos químicos orgánicos | 313.629,4             | 1,58        |
| 76        | Aluminio y sus manufacturas | 308.981,1             | 1,55        |
| 02        | Carne y despojos comestibles | 270.579,1             | 1,36        |
| 38        | Productos diversos de las industrias químicas | 268.645,2             | 1,35        |
| 27        | Combustibles minerales, aceites minerales y productos de su destilación; materias bituminosas; ceras minerales                                                               | 191.387,9             | 0,96        |
| 90        | Instrumentos y aparatos de óptica, fotografía o cinematografía, de medida, control o precisión; instrumentos y aparatos medicoquirúrgicos                                    | 190.042,3             | 0,96        |
| 20        | Preparaciones de hortalizas, de frutas u otros frutos | 185.244,9             | 0,93        |
| 64        | Calzado | 183.191,7             | 0,92        |
| TOTAL     | TOTAL | 19.899.605,9          | 100         |

- Importaciones españolas de bienes y productos (exportaciones alemanas) en 2008:

| Código NC | Partida | Valor (en miles de €) | % del total español |
| --------- | --- | --------------------- | ------------------- |
| 87        | Vehículos automóviles, tractores, velocípedos y demás vehículos terrestres, sus partes y accesorios                                                                          | 12.771.662,1          | 31,97               |
| 84        | Reactores nucleares, calderas, máquinas, aparatos y artefactos mecánicos; partes de estas máquinas o aparatos                                                                | 5.913.101,6           | 14,80               |
| 85        | Máquinas, aparatos y material eléctrico, y sus partes; aparatos de grabación o reproducción de sonido, aparatos de grabación o reproducción de imagen y sonido en televisión | 4.462.222,1           | 11,17               |
| 39        | Plástico y sus manufacturas | 1.679.547,8           | 4,20                |
| 30        | Productos farmacéuticos | 1.440.977,2           | 3,61                |
| 72        | Fundición, hierro y acero | 1.106.337,3           | 2,77                |
| 90        | Instrumentos y aparatos de óptica, fotografía o cinematografía, de medida, control o precisión; instrumentos y aparatos medicoquirúrgicos                                    | 975.066,9             | 2,44                |
| 73        | Manufacturas de fundición, de hierro o acero | 915.463,9             | 2,30                |
| 29        | Productos químicos orgánicos | 809.734,1             | 2,03                |
| 38        | Productos diversos de las industrias químicas | 687.550,9             | 1,72                |
| 40        | Caucho y sus manufacturas | 591.169,1             | 1,48                |
| 48        | Papel y cartón, y sus manufacturas | 553.500,0             | 1,38                |
| 95        | Juguetes, juegos y artículos para recreo o deporte | 541.104,5             | 1,35                |
| 24        | Tabaco y sucedáneos | 478.464,5             | 1,20                |
| 27        | Combustibles minerales, aceites minerales y productos de su destilación; materias bituminosas; ceras minerales                                                               | 432.389,5             | 1,08                |
| 32        | Extractos curtientes o tintóreos; taninos y sus derivados; pigmentos y demás materias colorantes; pinturas y barnices; tintas                                                | 422.205,2             | 1,06                |
| 94        | Muebles; mobiliario medicoquirúrgico; artículos de cama; aparatos de alumbrado; anuncios, letreros y placas indicadoras; construcciones prefabricadas                        | 400.507,7             | 1,00                |
| 04        | Leche y productos lácteos; huevos de ave; miel natural | 358.876,7             | 0,90                |
| 76        | Aluminio y sus manufacturas | 343.229,7             | 0,86                |
| 74        | Cobre y sus manufacturas | 321.942,1             | 0,81                |
| TOTAL     | TOTAL | 39.953.814,6          | 100                 |

## Relaciones socioculturales

### Turismo
En lo referente al turismo, en 2007 se registraron 812.036 viajeros españoles en Alemania (lugar número 11 del total de turistas internacionales), que hacen un 3,3 % del total de turistas internacionales. Se realizaron 1.833.003 pernoctaciones en algún hotel, hostal o camping, dando una estancia promedio de 2,3 días por viaje. El mismo año el número de turistas alemanes en territorio español fue de 10.047.397 (tan solo superado por los turistas del Reino Unido), que hacen un 17 % del total de viajeros.

### Movimientos migratorios
Entre ambos países existe una larga historia de movimientos migratorios. Si bien al principio del periodo de entreguerras se dio un marco relativamente estable para las migraciones en ambos sentidos, con el ascenso de Hitler al poder se vieron estas prácticamente interrumpidas. En los años sesenta se inician nuevamente los movimientos migratorios, en este caso de españoles que emigran a las ciudades industriales de la RFA motivados por la oferta alemana para trabajadores extranjeros (Gastarbeiter), escapando así de la pobreza durante la dictadura franquista. A partir de los años ochenta, en plena Transición española, el flujo de alemanes que establecen su residencia en España aumenta considerablemente, siendo actualmente el número de residentes alemanes en España mayor que el de españoles en Alemania.
En España se encontraban viviendo 159.922 alemanes mayores de 16 años en 2007 –en total, 164.405–, conformando así la séptima nacionalidad con mayor número de inmigrantes en territorio español (superados por los inmigrantes de Rumania, Marruecos, Ecuador, el Reino Unido, Colombia y Bolivia). Cerca de la mitad de estos tienen una edad que oscila entre los 30 y 44 años; 18 % son jubilados, mayores de 65 años, que viven de sus rentas y han fijado su residencia en la costa mediterránea, en las islas Canarias y en las islas Baleares, principalmente en Mallorca. Las comunidades autónomas con mayor número de residentes alemanes son Andalucía, las islas Canarias y la Comunidad Valenciana.
En Alemania hay 178.010 residentes españoles (datos de 2017), ocupando el lugar número 17 en el total de inmigrantes. El mayor número de residentes se encuentra en los estados federados de Renania del Norte-Westfalia, Baden-Wurtemberg y Hesse (2014) 
- Distribución de la inmigración española en Alemania por Estado Federal y de la inmigración alemana en España por Comunidad Autónoma (datos de 2007)[14][16]

| España | España               | España                  | España      | Alemania | Alemania                    | Alemania                 | Alemania    |
| N.º    | Comunidad Autónoma   | N.º residentes alemanes | % del total | N.º      | Estado Federal              | N.º residentes españoles | % del total |
| 1      | Andalucía            | 29.214                  | 18,27 %     | 1        | Renania del Norte-Westfalia | 34.212                   | 32,18 %     |
| 2      | Canarias             | 28.197                  | 17,63 %     | 2        | Baden-Württemberg           | 17.706                   | 16,66 %     |
| 3      | Comunidad Valenciana | 27.024                  | 16,90 %     | 3        | Hesse                       | 17.757                   | 16,70 %     |
| 4      | Cataluña             | 19.893                  | 12,45 %     | 4        | Baviera                     | 10.730                   | 10,09 %     |
| 5      | Islas Baleares       | 15.497                  | 9,69 %      | 5        | Baja Sajonia                | 8.965                    | 8,43 %      |
| 6      | Madrid               | 14.691                  | 9,19 %      | 6        | Berlín                      | 5.057                    | 4,76 %      |
| 7      | Galicia              | 7.040                   | 4,40 %      | 7        | Renania-Palatinado          | 3.775                    | 3,55 %      |
| 8      | Murcia               | 3.673                   | 2,30 %      | 8        | Hamburgo                    | 3.079                    | 2,90 %      |
| 9      | Castilla y León      | 3.493                   | 2,18 %      | 9        | Schleswig-Holstein          | 1.817                    | 1,71 %      |
| 10     | Castilla-La Mancha   | 2.643                   | 1,65 %      | 10       | Bremen                      | 1.063                    | 1,00 %      |
| TOTAL  | TOTAL                | 159.922                 | –           | TOTAL    | TOTAL                       | 106.301                  | –           |

### Educación y cultura
España mantiene cinco sedes del Instituto Cervantes en Alemania y esta cuatro del Instituto Goethe en España:
- Institutos Cervantes en Alemania[17]

| Ciudad    | Dirección                                 | Biblioteca         | Pág. web |
| --------- | ----------------------------------------- | ------------------ | -------- |
| Berlín    | Rosenstrasse 18-19. 10178 Berlin          | Mario Vargas Llosa |          |
| Bremen    | Schwachhauser Ring 124. 28209 Bremen      | Gonzalo Rojas      |          |
| Fráncfort | Staufenstrasse 1. 60323 Frankfurt am Main | Antonio Gamoneda   |          |
| Hamburgo  | Fischertwiete 1. 20095 Hamburg            | –sin nombre–       |          |
| Múnich    | Alfons-Goppel-Str. 7. 80539 München       | Augusto Roa Bastos |          |

- Institutos Goethe en España[18]

| Ciudad        | Dirección                                           | Pág. web |
| ------------- | --------------------------------------------------- | -------- |
| Barcelona     | C/ Mansó, 24 – 28. 08015 Barcelona                  |          |
| Granada       | Neptuno, 5. 18004 Granada                           |          |
| Madrid        | Zurbarán, 21. 28010 Madrid                          |          |
| San Sebastián | Nazaret Zentroa. Aldakonea, 36. 20012 San Sebastián |          |